# Блазново (Торопецкий район)
Блазново — деревня в Торопецком районе Тверской области в Плоскошском сельском поселении.

## География
Деревня расположена в пределах Восточно-Европейской равнины, в западной части области, на северо-востоке района, примерно в 12 км к юго-востоку от посёлка Плоскошь, в 2 км от деревни Бончарово.
Климат
Деревня, как и весь район, относится к умеренному поясу северного полушария и находится в области переходного климата от океанического к материковому. Лето с температурным режимом +15…+20 °С (днём +20…+25 °С), зима умеренно-морозная −10…-15 °С; при вторжении арктического воздуха до −30…-40 °С.
Среднегодовая скорость ветра 3,5-4,2 метра в секунду.

## История
За время Великой Отечественной войны число погибших жителей деревни составило 18 человек.

## Население
| 2010 |
| ---- |
| 9    |

В 1945 году проживало 154 человека.

## Инфраструктура
Личное подсобное хозяйство. В 1945 году в Блазнове имелось 42 хозяйства.

## Транспорт
Просёлочная дорога.